# 韦日-丰斯内
韦日-丰斯内（法語：Veigy-Foncenex，法語發音：[veʒi fɔ̃snɛ]）是法国上萨瓦省的一个市镇，属于托农莱班区。该市镇于1795-1800年由韦日（Veigy）和丰斯内（Foncenex）合并而成。

## 地理
韦日-丰斯内（46°16'19"N, 6°15'32"E）面积12.99 平方千米，位于法国奥弗涅-罗讷-阿尔卑斯大区上萨瓦省，该省份为法国东部省份，历史上为薩伏依的一部分，北与瑞士接壤，西接安省，南至萨瓦省，东与瑞士和意大利接壤。
与韦日-丰斯内接壤的市镇（或旧市镇、城区）包括：阿涅尔、卢瓦桑、马希伊。
韦日-丰斯内的时区为UTC+01:00、UTC+02:00（夏令时）。

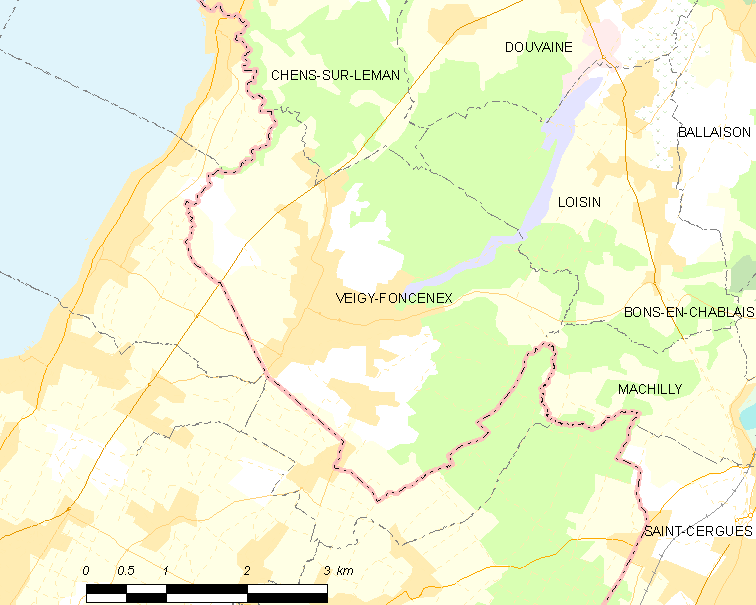
韦日-丰斯内的OSM定位图

## 行政
韦日-丰斯内的邮政编码为74140，INSEE市镇编码为74293。

## 政治
韦日-丰斯内所属的省级选区为锡耶县。

## 人口

1962-2008年间韦日-丰斯内人口变化图示

韦日-丰斯内于2022年1月1日时的人口数量为4035人。